# Adrián Palomares
Adrián Palomares Villaplana (Carcaixent, 18 februari 1976) is een Spaans voormalig wielrenner.

## Belangrijkste overwinningen
2001
- Eindklassement Troféu Joaquim Agostinho-GP de Ciclismo de Torres Vedras

2007
- 5e etappe Regio Tour
- 4e etappe Ronde van Groot-Brittannië

2009
- 3e etappe GP CTT Correios
- Eindklassement GP CTT Correios

2011
- Strijdlust Ronde van Spanje

2012
- 5e etappe, deel B Ronde van Chili

## Resultaten in voornaamste wedstrijden
| Jaar | Ronde van Italië | Ronde van Frankrijk | Ronde van Spanje |
| ---- | ---------------- | ------------------- | ---------------- |
| 2009 |                  |                     | 45e              |
| 2011 |                  |                     | 114e             |
| 2012 |                  |                     | 112e             |

| Jaar | Clásica San Sebastián |
| ---- | --------------------- |
| 2009 |                       |
| 2011 | 71e                   |
| 2012 | 78e                   |